# Ruuttijärvi, Lappland
Ruuttijärvi är en sjö i Gällivare kommun i Lappland och ingår i Kalixälvens huvudavrinningsområde. Sjön har en area på 0,0674 kvadratkilometer och ligger 373,1 meter över havet.

## Delavrinningsområde
Ruuttijärvi ingår i det delavrinningsområde (748567-173489) som SMHI kallar för Ovan 748472-173564. Medelhöjden är 367 meter över havet och ytan är 4,76 kvadratkilometer. Räknas de 4 avrinningsområdena uppströms in blir den ackumulerade arean 31,24 kvadratkilometer. Hartijoki som avvattnar avrinningsområdet har biflödesordning 4, vilket innebär att vattnet flödar genom totalt 4 vattendrag innan det når havet efter 221 kilometer. Avrinningsområdet består mestadels av skog (89 procent) och sankmarker (10 procent). Avrinningsområdet har 0,07 kvadratkilometer vattenytor vilket ger det en sjöprocent på 1,4 procent.